# ホラー女優が天才子役に転生しました 〜今度こそハリウッドを目指します!〜
『ホラー女優が天才子役に転生しました 〜今度こそハリウッドを目指します!〜』（ホラーじょゆうがてんさいこやくにてんせいしました 〜こんどこそハリウッドをめざします!〜）は鉄箱による日本のライトノベル作品。2019年に小説家になろうにてWeb版の連載を開始し、ガガガ文庫（小学館）より2020年8月20日より書籍化刊行されている。
メディアミックスとして、コミカライズ版がガンガンONLINE（スクウェア・エニックス）にて2022年11月12日から連載中、マンガUP!（同社）では2022年12月15日から。
ホラー女優として業界に名を馳せるも若くして事故死した女性が、二十年後の世界で天才子役として活躍する物語。

## あらすじ
30歳の女優桐王鶫は、「ホラー女優」として業界に名を馳せていた。しかしある日、撮影現場への移動中に交通事故に遭い、命を落としてしまう。その後彼女は資産家令嬢として転生し、5歳の時に起こった事件をキッカケに、前世の記憶を取り戻す結果となった。ホラー女優「桐王鶫」は、もういない。彼女は天才子役空星つぐみとして、新たな役者人生を歩み始めるのだった。

## 登場人物

### 主な登場人物
空星 つぐみ（そらほし つぐみ）
5歳の幼女で、日米のハーフ。父譲りの銀髪碧眼と、母譲りの日本風の顔立ちを持つ。本来の名前は「つぐみ・空星・ローウェル」だが、日本で暮らしやすいように母の姓を名乗っている。30歳のホラー女優「桐王鶫（きりおうつぐみ）」を前世に持ち、その人格を引き継いでいる。家庭教師に階段を突き落とされる事件をキッカケに前世の記憶を取り戻したが、記憶を取り戻す前の自分を「記憶のない私」と認識しており、趣味嗜好などは一致している。
前世では虐待児童であり、父からの暴力より解放されたかと思えば、母からは育児放棄されていた。助けてくれた祖父母も演劇に目覚めたころに天寿で失っており、家族というものに憧れを持っていた。そのため、深く溺愛してくれる今世の両親のことを、気恥ずかしさは感じつつも嬉しく思っており、（記憶を取り戻す前から）変わった子供であった自分を愛してくれる両親に応えるためにも、役者として成功したいと思っている。
演技においてはとてもストイックであり情熱家。「放映後に悪いイメージが残るため、真面目に演じながらも魂が込められていないことが多い」と言われる悪役も、魂を込めて演じることができる。前世の新人時代に嫌われ者の役を指して「こんな面白い役、やらないなんてもったいない！」と言い切っており、当時を知る者の心に死後20年が経過した現在でも深く刻み込まれている。
新春連続ドラマ子役オーディション会場で出会った三人とは親友と言える間柄であり、デビュー作も「妖精の匣（）」の主要子役という共通点を持つ。
朝代 珠里阿（あさしろ じゅりあ）
朝ドラ女優、朝代早月の一人娘であり、リーダー気質の赤毛の少女。
普段は勝ち気だが、母には「悪い子の役は駄目」だと強く言われており、悪役への忌避感を持つ。母は「未来の娘」のことばかり考えており「現在の娘」をしっかりと見れておらず、そのことがある騒動の原因にもなった。
夕顔 美海（ゆうがお みみ）
昼メロドラマの女王、夕顔夏都の一人娘であり、小動物タイプの少女。
気弱だが好戦的な側面もあり、つぐみは「大型動物みたいになるんだろう」「きっとあれは、肉食系だ」と認識している。
一時期はつぐみへの嫉妬に苛まれるも、ある事件をキッカケに乗り越えた後は、精神的に強くなった。
夜旗 凛（よるはた りん）
月九の看板俳優の夜旗万真と、アナウンサー夜旗真帆の娘。クールに見えて人懐っこい性格。13歳の兄を持つ。
共感覚の持ち主であり、父の演技は暖色系、兄の演技は鮮やかな光彩だと表現する。そんな彼女の目で見るつぐみの演技は、唯一の「世界が変化する演技」であり、それを聞いた父を驚かせた。また、その共感覚ゆえか、つぐみが抱えている、つぐみ自身も気付いていない「苦しみ」に気付いていた。
夜旗 虹（よるはた こう）
凛の兄で、天才子役。つぐみとの演技対決を経て、作中もっとも早く、つぐみの異質さに気付いた。

### 主要人物の家族
マクスウェル・コリンズ・ローウェル
今世での父で、アメリカ人。Lowell総合商社のCEO（最高経営責任者）。妻と娘を溺愛しており、それぞれ『女神』『天使』と呼ぶ。
美奈子・空星・ローウェル（みなこ・そらほし・ローウェル）
今世での母で、日本人。夫同様に娘を溺愛している。
朝代 早月（あさしろ さつき）
珠里阿の母で、朝ドラ女優として有名。過去の経験から「悪役をやること」にトラウマが有り、そのことが娘への対応を空回りさせる一因となっていた。
夕顔 鉄（ゆうがお てつ）
美海の父で、動物写真家。
夕顔 夏都（ゆうがお なつ）
美海の母で、人気女優。ドラマでは色っぽい役を演じるが、家庭での素は、のほほんぼんやりとしている。
夜旗 万真（よるはた かずま）
凛と虹の父で、『月9のプリンス』の異名を持つ人気俳優。
夜旗 真帆（よるはた まほ）
凛と虹の母で、フリーアナウンサー。

### その他の人物
霧谷 桜架（きりたに おうか）
女優。作中では大女優として君臨している。夜旗凛の師匠。
かつては「式峰桜」という名前で子役俳優として活躍していたが、桐王鶫の死をきっかけに1年間活動を休止し、11歳で活動を再開した際に現在の芸名に改名。12歳でカンヌ国際映画祭主演女優賞を獲得した。生前の桐王鶫ともいくつかの作品で共演した経験があり、その経験から桐王鶫の熱狂的なファン（というより信者）となっており、周囲の人々に鶫の素晴らしさを布教しようとする（ただしその相手からはウザがられる）事が多い。

## 作中作
妖精の匣（）
つぐみ達がオーディションで演じた即興劇を元にしたと思われるドラマ。
田舎の学校に副担任として赴任する新人教師「水城沙那」と、彼女を支える担任の「黒瀬公彦」の二人が主役の物語。学園で起こるイジメやミステリーを主題とした作品で、つぐみ達は彼らの担当するクラスのクラスメートとして出演する。

## 既刊一覧

### 小説
- 鉄箱（著）・きのこ姫（イラスト）『ホラー女優が天才子役に転生しました 〜今度こそハリウッドを目指します!〜』小学館〈ガガガ文庫〉、既刊3巻（2024年1月18日現在）

1. 2020年8月20日発売[8] ISBN 978-4-09-451863-4
2. 2021年2月18日発売[9]ISBN 978-4-09-451892-4
3. 2024年1月18日発売[10]ISBN 978-4-09-453167-1

### 漫画
- 鉄箱（著）・樫谷（漫画）・きのこ姫（キャラクター原案）『ホラー女優が天才子役に転生しました〜今度こそハリウッドを目指します!〜』スクウェア・エニックス〈ガンガンコミックスONLINE〉、既刊5巻（2025年5月12日現在）

1. 2023年3月10日発売[11]、ISBN 978-4-7575-8467-9
2. 2023年9月12日発売[12]、ISBN 978-4-7575-8792-2
3. 2024年4月12日発売[13]、ISBN 978-4-7575-9150-9
4. 2024年11月12日発売[14]、ISBN 978-4-7575-9514-9
5. 2025年5月12日発売[15]、ISBN 978-4-7575-9847-8

## オーディオブック
2023年6月20日よりオーディオブック版がデータ販売されている。
キャスト
- 朗読＋星空つぐみ／桐王鶫 - 青山吉能
- 夜旗凛 - 厚木那奈美
- 朝代珠里阿 - 林鼓子
- 夕顔美海 - 森嶋優花
- 平賀大祐ほか - 堀総士郎
- つぐみの父（マクスウェル）ほか - 岡本幸輔
- 朝代早月ほか - 森優子
- 夜旗虹 - 小林大紀
- 夜旗万真ほか - 若林佑
- 柿沼宗像ほか - 白石兼斗
- 夕顔夏都ほか - 古賀英里奈
- 御門春名ほか - 山本真綺
- つぐみの母（美奈子）＋皆内蘭ほか - 中村すみれ